# 타미 테렐
타미 테렐(Tammi Terrell, 1945년 4월 29일 ~ 1970년 3월 16일)은 미국의 싱어송라이터이다. 대표곡은 "Ain't No Mountain High Enough", "Ain't Nothing Like the Real Thing", "You're All I Need to Get By"이다.